# 大搜查線
《大搜查線》（日語：踊る大搜査線），為1997年1月至3月在日本富士电视台播出的电视剧，由织田裕二主演。是日本影劇史上膾炙人口的電視劇與電影系列，亦為带有革新性的警察职場剧，引发了巨大的社会迴響。
本劇的導演本廣克行其實是個動漫畫迷，在作品中還參考了日本知名動畫作品《新世紀福音戰士》和《機動警察》。

## 作品介紹
富士电视台于1997年制作播映的电视剧，劇名取自美國電影《錦城春色》（On the Town）及（In the Heat of the Night）。龜山千廣解釋是指「警察隨著案件起舞」。
首播时收视率大约在18%左右。其实此剧一开始收视率并不出色，但随着口碑效应的蔓延，到了后期人气渐渐越来越旺；此后随着重播，积聚更大的迴響。
由於電視劇大受歡迎，因此富士電視台後來又陸續推出了多部特別篇（Special）、番外篇（迷你劇、舞台劇）、外傳（The Odoru Legend Continues），並於1998年、2003年、2010及2012年推出了四部電影版。1998年的《大搜查線》票房收入达到101亿日元。2003年的《大搜查線2：封鎖彩虹大橋》更是以173.5亿日元的票房收入成为日本真人電影的票房紀錄保持者，亦是已故演員碇矢長介（飾演和久平八郎）的遺作。
7年後，第三部電影版《大搜查線3：全面動員》于2010年7月3日正式上映，並加入許多新角色，為第四部的發展埋下伏笔，并同时决定与第四部连作，以及以第四部作为结束。第四部電影《大搜查線4：終極偵查》于2012年9月7日上映，為這個歷時15年經久不衰的人氣系列告一段落，同時是劇中飾演中西修的演員小林進的遺作。
2024年12月5日，宣布製作新電影《大搜查線N.E.W.》，日本預定2026年上映。
《大搜查線》與過去傳統日本的刑警劇，在風格上有很大的不同。它並不去特別強調傳統刑警劇最常見之凶殺、懸疑、推理、槍戰、警匪鬥智、破案英雄......等元素，反而側重於描寫地方基層小員警的甘苦與哀樂，同时也反映出一些警政界的不合理現象与制度，如官僚主义问题、民事不介入问题等。本剧中的案件多为现实生活中基层警署的工作百态，也只是起到辅助作用，本剧自始至终都是以主角青岛俊作和他的工作单位──湾岸署──为中心，描写警察自己的工作生活以及各种工作生态，在幽默有趣之下又有许多本质真实与贴近生活打动人心之处。

## 系列作品
主要作品如下：
- 電視劇集
  - 《大搜查線》（1997年1月7日～1997年3月18日，共11集）
- 電視特別篇
  - 《大搜查線 歲末特別警戒篇》（1997年12月30日）
  - 《大搜查線 秋季犯罪撲滅特別篇》（1998年10月6日）
  - 《大搜查線 THE LAST TV 上班族刑警與最後的棘手事件》（2012年9月1日）
- 番外篇
  - 《灣岸署女警物語 初夏交通安全特別篇》（1998年6月19日，主演：內田有紀）
  - 《深夜的大搜查線 湾岸署史上最惡3人！》（1998年10月12日～16日，共5集的迷你短劇）
  - 《深夜的大搜查線2》（2003年7月14日～18日，共5集的迷你短劇）
  - 《深夜的大搜查線3》（2010年6月28日～7月1日，共5集的迷你短劇）
  - 《深夜的大搜查線THE FINAL》（2012年9月3日～9月6日）
  - 《大漢城線》（2001年9月21日）
  - 《前日的交渉人 真下正義》（2005年5月6日）
  - 《大搜查線外傳特別篇 逃亡者 木島丈一郎》（2005年12月10日）
  - 《大搜查線外傳特別篇 律師 灰島秀樹》（2006年10月28日）
  - 《大搜查線外傳特別篇 警護官 内田晋三》（2007年1月27日）
- 電影
  - （BAYSIDE SHAKEDOWN，1998年10月31日）
  - 《大搜查線2：封鎖彩虹大橋》（BAYSIDE SHAKEDOWN 2，2003年7月19日）[註 1]
    - 《大搜查線 BAYSIDE SHAKEDOWN 2》（為海外上映用重新剪接編輯的版本，2003年12月20日）

  - 《大搜查線3：全面動員》（BAYSIDE SHAKEDOWN 3，2010年7月3日）[註 2]
  - 《大搜查線4：終極偵查》（BAYSIDE SHAKEDOWN 4: THE FINAL，2012年9月7日）
  - 外傳系列（THE ODORU LEGEND CONTINUES）
    - 《交涉人 真下正義》（，2005年5月7日）
    - 《嫌疑犯 室井慎次》（，2005年8月27日）
    - 《室井慎次 不敗之人》（，2024年10月11日）
    - 《室井慎次 活下來的人》（，2024年11月15日）
- 網路短劇
  - 《係長 青島俊作 THE MOBILE 案件發生在偵訊室！》（2010年6月1日–7月9日）
  - 《係長 青島俊作2 案件又又發生在偵訊室！》（2012年8月27日–9月7日）
- 舞台劇
  - 《舞台的大搜查線 就是！！搞笑三人幫》（2003年8月15日–17日）
- 遊戲
  - NDS《大搜查線 THE GAME：潛入潛水艇吧！》（2010年7月15日）

## 音樂

### 主題歌
- 《Love Somebody》 - 織田裕二 with Maxi Priest（電視劇、歲末特別警戒篇、初夏交通安全特別篇、THE LAST TV）
- 《Love Somebody [CINEMA Version]》 - 織田裕二（秋季犯罪撲滅特別篇、THE MOVIE）
- 《Love Somebody -CINEMA Version II-》 - 織田裕二 feat.MYA （THE MOVIE 2）
- 《Love Somebody -CINEMA Version III-》 - 織田裕二（THE MOVIE 3）
- 《Love Somebody (CINEMA Version IV)》 - 織田裕二（THE FINAL）

### 原聲帶
- RHYTHM AND POLICE ORIGINAL SOUND TRACK F.F.S.S.（1997年2月26日）
- RHYTHM AND POLICE ORIGINAL SOUND TRACK II SOUND FILE（1997年3月26日）
- RHYTHM AND POLICE ORIGINAL SOUND TRACK III THE MOVIE F.F.S.S.（1998年10月28日）
- RHYTHM AND POLICE PERFECT BOX（1998年12月23日）
- RHYTHM AND POLICE THE BEST F.F.S.S.（2003年6月25日）
- RHYTHM AND POLICE ORIGINAL SOUND TRACK IV THE MOVIE 2 F.F.S.S.（2003年7月16日）
- RHYTHM AND POLICE THE REMIX（2003年8月20日）
- RHYTHM AND POLICE ORIGINAL SOUND TRACK V THE MOVIE 2〜SOUND FILE F.F.S.S.（2003年9月26日）
- RHYTHM AND POLICE THE COMPLETE FILE（2004年3月24日）
- NEGOTIATOR ORIGINAL MOTION PICTURE SOUNDTRACK（2005年4月27日）
- THE SUSPECT ORIGINAL MOTION PICTURE SOUNDTRACK（2005年8月24日）
- ORIGINAL MOTION PICTURE SOUNDTRACK THE MOVIE （2010年7月7日）
- ORIGINAL MOTION PICTURE SOUNDTRACK FINAL （2012年9月5日）

主題音樂曲名《Rhythm And Police》即該劇日版英譯，可見於原聲帶及緯來日本台官網上，後因電影版在海外推廣，而多採「Bayside Shakedown」。原曲為墨西哥歌謠《El cascabel》（鈴鐺），由於當時創作者洛倫索·巴爾賽拉達已逝世逾50年，其著作財產權消滅可供使用。

## 參與角色
以下人物角色的警察階級是以電影版THE FINAL為準。

### 灣岸署
青島俊作 （織田裕二饰） [警視廳灣岸署刑事課強行犯係係長・警部補]
本作男主角。1967年12月13日生，AB型血，东京都人。原为计算机公司的销售人员，业绩优异，但因感到工作乏味而虚伪，选择进入警界。进入警界后，虽然实际状况与其理想大相径庭，仍坚持“案件无大小”、“做对的事就是正义的人”等信条。为此甚至不惜多次违抗上级命令，但也因此受到室井的赏识。自我介绍时会说“我是湾岸署的青岛，和都知事一个写法的青岛”。
值得一提的是，《秋季犯罪扑灭》篇中曾出现《东京爱情故事》的录像片段，而织田本人借角色青岛之口吐槽“真是个不干脆的男人啊”。
恩田堇 （深津繪里饰） [警視廳灣岸署刑事課盗犯係・巡查部長]
本作女主角。1971年1月11日生，O型血，东京都人。虽然身为警察，但因受到跟踪狂骚扰，周二晚上不敢走夜路。青岛来到湾岸署后，她与青岛逐渐成为办案搭档。
和久平八郎（碇矢長介饰） [原警視廳灣岸署刑事課・指導員（退休前任灣岸署刑事課強行犯係・巡査長）]
1936年11月1日生，A型血，长野县人。原为刑事课最年长的警员，但阶级不高。办案有老式刑警风格。赞赏青岛的所作所为。2007年3月因病逝世。
真下正義 （中山裕介饰） [警視廳灣岸署署長・警視正]
1973年3月12日生，B型血，东京都人。父亲是警界高官，因此得以年纪轻轻就迅速升职。初登场时仍是警部补，且在准备考试。后来考试通过，升为警部，得以拥有独立办案权。《交涉人真下正义》中，展现了优秀的谈判技巧。与雪乃由恋人发展至夫妻关系。
实际上，职业组的警部补升任警部不需要考试，考试情节是剧本作者君冢良一有意为之；同样，职业组的警察也不会担任谈判专家这样需要专门技术的警察职位。
柏木雪乃/真下雪乃（水野美紀饰） [警視廳灣岸署刑事課強行犯係・巡査部長]
1974年6月28日生，A型血，东京都人。由于开公司的父亲被杀身亡大受刺激而失语，与湾岸署结缘。青岛的关心使她康复，而同署的真下则与她恋爱并为了她差点牺牲。她也因为一系列的因缘际会，踏入警界，并成为真下的妻子。作品结束时她正在休产假。曾就读加州大学洛杉矶分校，故会说英语；亦会少林寺拳法。
神田總一朗 （北村總一朗饰） [警視廳灣岸署・指導員（前署長）]
1939年9月25日生，O型血，高知县人。搞笑三人帮（Three Amigos）之一。
现实中，不仅担任警署高官数年不调动是不可能的事，而且以神田的劣迹（包括侵吞公款、贿赂、与女警搞外遇），不可能连处分都没有还能顺利退休。
秋山春海 （齊藤曉饰）  [警視廳灣岸署・指導員（前副署長）]
1949年10月28日生，A型血，福岛县人。搞笑三人帮之一。
袴田健吾 （小野武彦饰）  [警視廳灣岸署副署長・警視]
1950年8月1日生，O型血，东京都人。搞笑三人帮之一。
魚住二郎 （佐戶井憲太饰）  [警視廳灣岸署刑事課課長・警部]
1953年5月14日生，AB型血，千叶县人。夫人是芬兰人，故会说芬兰语，还会说挪威语和丹麦语。后来与夫人分居（此设定的理由是最初饰演妻子的芬兰人乃是如假包换的芬兰留学生，归国后无法继续出演）。
中西修 （小林进饰）  [警視廳灣岸署刑事課盗犯係係長・警部補]
1958年4月15日生，A型血。
緒方薫 （甲本雅裕饰）  [警視廳灣岸署刑事課盗犯係・巡査部長]
1970年6月26日生，B型血，冈山县人。擅长剑道，最初担任门卫。
森下孝治 （遠山俊也饰）  [警視廳灣岸署刑事課強行犯係・巡査部長]
1970年8月31日生，O型血，秋田县人。擅长柔道，最初担任门卫。
栗山孝治 （川野直輝饰）  [警視廳灣岸署刑事課強行犯係・巡査]
1985年2月22日生，A型血，千叶县人。
王明才 （瀧藤賢一饰）  [警視廳灣岸署刑事課強行犯係・研修生]
由中国来的研修生，不苟言笑，不擅长说敬语，会中国功夫。
和久伸次郎 （伊藤淳史饰）  [警視廳灣岸署刑事課強行犯係・巡査部長]
和久平八郎的外甥。1982年11月25日生，O型血。与青岛一样都是销售人员辞职后转投警界。
篠原夏美 （内田有紀饰）[警視廳灣岸署刑事課強行犯係・巡査部長]
《湾岸署女警物语 初夏交通安全特辑》女主人公。1976年11月16日生，O型血（与内田有纪本人相同），东京都人。有“女青岛”之称。
山下圭子 （星野有香饰） [警視廳灣岸署観光者相談係・巡査長]
渡邊葉子 （星川なぎね饰） [警視廳灣岸署観光者相談係・巡査長]
吉川妙子 （兒玉多惠子饰） [警視廳灣岸署観光者相談係・巡査長]
仙波系長 （前原實饰） [警視廳灣岸署刑事課暴力犯係係長・警部補]

### 警察廳
室井慎次 （柳葉敏郎饰）[警察廳長官官房審議官・警視監]
1964年1月3日生，A型血，秋田县人。与大多数从东京大学毕业的警察精英不同，是从东北大学毕业的警界精英，不苟言笑，初登场时亦像搜查一课的同仁一般寻求快速破案而不近人情，但后来立场逐渐变化，欣赏青岛的所作所为。他与青岛有君子协定：青岛会在基层打拼，而他则只需往上晋升。《嫌疑人室井慎次》中，被作为嫌疑人逮捕，但最终获得清白。
- 池神静夫 （津嘉山正種） [警察廳長官]
- 安住武史 （大和田伸也） [警察廳次長・警視監]
- 榊原審議官 （中原丈雄） [警察廳長官官房審議官（刑事局擔當）・警視監]
- 大村局長 （並樹史朗） [警察廳警備局局長・警視監]
- 今野局長 （大河内浩） [警察廳刑事局局長・警視監]
- 坂村課長 （升毅） [警察廳刑事局刑事企画課課長・警視長]
- 橫山邦一 （大杉漣） [警察行政人事院・情報技術執行官→原警察廳警備局公安課課長・警視長]

新城賢太郎 （筧利夫饰） [警察廳組織改革審議委員・警視監]
1966年8月10日生，A型血，东京都人。初登场时是一位傲慢的警视厅管理官。
实际上，作品结束时以新城的年龄（46岁）是当不上警视监的。
沖田仁美 （真矢美季饰）[警察廳組織改革審議委員・警視長]
1968年1月31日生，A型血，大阪府人，东京大学毕业。初登场时为警视厅管理官，非常自负，对基层警员非常轻视，但在目睹青岛和室井的行动后有所转变。

### 警視廳
一倉正和 （小木茂光饰） [警視廳刑事部捜査一課管理官・警視正]
1963年11月28日生，B型血，神奈川县人。初登场时为生活安全部藥物對策課的管理官。虽然同是东京大学毕业，但总是因为部下的疏失而不能升官。
实际上，一仓是职业组警官，而职业组以警视正身份担任管理官这样的降格人事安排，是无论际遇再不顺也不可能的事。
- 木島丈一郎 （寺島進） [警視廳刑事部捜査一課特殊犯捜査一係（SIT）係長・警視]

鳥飼誠一 （小栗旬饰） [警視廳刑事部捜査一課管理官・警視]
1980年12月26日生，A型血。初登场时为协调警方上层及基层矛盾的职位，算计心很重。
草壁中隊長 （高杉亘饰） [警視廳警備部特殊急襲部隊（SAT）中隊長・警視正]
1964年11月4日生，O型血。冷静沉着的特警队长。作品结束时说即将被调到北海道，不再担任SAT职位。
实际上，担任SAT中队长的警官，警衔通常是警部，不会是警视正这样的高级警官。SAT中，警视正通常担任的是警备部参事官。
- 尾田克重 （松重豐） [警視廳警備部特科車兩隊爆炸品處理班班長・警視]
- 倉橋大助 （室毅） [警視廳刑事部交渉課準備室（交渉人補）・警部補]
- 細川典文 （貴山侑哉） [警視廳刑事部捜査一課]
- 久瀬智則 （香取慎吾） [警視廳刑事部捜査一課・警部]

小池茂 （小泉孝太郎饰） [警視廳刑事部交渉課課長・警視]
1975年7月10日生，AB型血。神奈川县人，东京工业大学博士毕业，原为技术人员，后担任谈判专家。
剧中的小池警龄为6年，且只用了不到一年便从警部升职为警视，现实中这都是不可能的。
- 淺尾裕太 （東根作壽英） [警視廳刑事部捜査一課特殊犯捜査一係（SIT）・警部]
- 宮武久美子 （神野美紀） [警視廳刑事部交渉課準備室CIC・警部]
- 渡邊敬祐 （石田剛太） [警視廳刑事部交渉課準備室CIC・警部補]
- 三島希美 （清水智子） [警視廳刑事部交渉課準備室CIC・警部補]
- 川野純一郎 （川邊久造） [警視廳總監・警視總監]
- 吉田敏明 （神山繁） [原警視廳副總監・警視監]
- 安住武史（大和田伸也） [警視廳副總監 警視監]
- 島津部長 （浜田晃） [警視廳生活安全部部長・警視長]
- 金子部長 （寺泉憲） [警視廳總務部部長・警視長]
- 菅野部長 （矢島健一） [警視廳警備部部長・警視長]
- 町屋忠正 （辻萬長） [警視廳刑事部部長・警視長]
- 多田野部長 （河西健司） [警視廳刑事部部長・警視長]
- 稻垣憲次 （段田安則） [警視廳刑事部捜査一課強行犯捜査係管理官・警視]
- 大林中隊長 （隆大介） [警視廳刑事部捜査一課第一特殊犯捜査（SIT）専任管理官・警視]
- 専修 （山下徹大） [警視廳科学捜査研究所]
- 中央 （袴田吉彦） [警視廳科学捜査研究所]
- 法政 （永堀剛敏） [警視廳科学捜査研究所]

### 其他警署
- 神村誠一郎 （山崎樹範） [新宿北警察署地域課・巡査]
- 工藤敬一 （哀川翔） [新宿北警察署 刑事課強行犯係・巡査部長]

### 非警員
- 津田誠吾 （柄本明） [津田法律事務所所長・律師]
- 小原久美子 （田中麗奈） [津田法律事務所・律師]
- 灰島秀樹 （八嶋智人） [灰島法律事務所所長・律師]
- 篠田真一 （吹越滿） [灰島法律事務所・律師]
- 窪園行雄 （佐野史郎） [東京地方檢察廳・檢察官]
- 千田實 （野元學二） [東京地方檢察廳・檢察事務官]
- 片岡文彦 （國村隼） [東京TTR總合司令室・總合指令長]
- 矢野君一 （石井正則） [東京TTR・公關主任]
- 熊沢鉄次 （金田龍之介） [東京TTR・引線人]
- 壽司屋店東（六平直政）[灣岸署管轄區內壽司屋・主廚]
- 鵜飼美津子 （森口瑤子） [東京都世田谷區笹塚小料理「笹美」・女主廚]

## 劇情介紹
電視劇
- 第1話『上班族刑警，與最初的棘手案件』（1997年1月7日）
  - 青島原本是個上班族，因為對一成不變的工作感到非常無聊，同時為了尋求刺激與正義，所以報考警校成為警察。而今青島終於成為刑警，並進入人稱空地署的灣岸署。剛到警署報到的青島就碰到殺人事件，但當他興沖沖跑到犯案現場，卻到處碰壁，這才知道轄區警員根本就沒辦法參與辦案，只能做些打雜的工作。而指揮兇殺案偵辦小組的室井，是警視廳搜查一課的管理官，也就是所謂的官僚菁英，青島的工作就是幫他開車。因為想儘快破案，室井不惜逼問親眼看到父親死亡大受刺激，並因此造成失語的柏木雪乃。青島對室井的這種做法非常不能認同......
- 第2話『愛與復仇的宅急便』（1997年1月14日） 
  - 某個星期二，青島負責偵辦因為被男友甩掉，憤而剪掉男友頭髮的奇妙案件。為了幫犯人典子(篠原涼子飾)寫筆錄，不得不請小菫幫忙，青島可說是陷入苦戰。就在這個時候，有個很大的箱子送來給和久巡查長，裡面放的是健康按摩椅。非常高興的和久在大家簇擁下坐上了椅子，沒想到按摩椅竟然裝了手榴彈，只要和久一動就會爆炸！原來這是一直都很痛恨和久的殺警嫌犯山部送來的，山部表示只要和久肯道歉，他就願意說出拆除炸彈的方法......
- 第3話『被取消的筆錄，與她的案件』（1997年1月21日） 
  - 一聽到有事件發生，灣岸署刑事課馬上前往偵查，可是一到現場才發現案件並不屬於自己的轄區。認為應該以逮捕犯人為第一要務的青島，看到警察之間爭奪地盤的樣子，令他感到非常心寒。另一方面，轄區內發生了國中女生被搶的案件，受害者還因此受了傷。負責偵辦此案的是小菫，因為她過去也有相同的經驗，而且一直到現在都無法忘記那種恐怖的感覺，因此小菫決定要偵辦到底。不過該名搶嫌竟是某位大官的兒子，上面為了要湮滅這個案子，所以對室井施壓。小菫看到這種狀況非常氣憤......
- 第4話『少女的淚，與刑警的尊嚴』（1997年1月28日） 
  - 青島這次以支援偵查員的身分，被灣岸署派到警視廳搜查一課。這次要緝捕的嫌犯大木茂是室井剛到警視廳接手的第一個案子，如果無法盡速破案，很可能會影響到他的未來。另一方面，室井也希望藉此機會，推薦青島到搜查一課來為自己工作。青島到某個酒吧去找嫌犯，沒想到竟然遇見小菫和真下。結果因為小菫逮捕扒手並亮出警察身分，竟然讓好不容易現身的嫌犯逃走。因為犯下這樣的大錯，不但青島受到其他偵查員責備，大家也責怪室井不該讓一個分局小警員來參加這次的偵查行動。為此感到內疚的小堇，決定設法暗中幫他挽回局面......
- 第5話『聽不見她的慘叫聲！』（1997年2月4日） 
  - 小菫在回家途中突然遭到襲擊，而嫌犯就是三年前曾經襲擊過小菫，卻被她逮捕入獄的野口。野口在一年前就出獄了，而且每到禮拜二就會出現在小菫面前，不過因為他什麼也不作，只是遠遠看著小菫，所以根本就無法逮捕他。青島發現野口接近小菫不是為了報復，而是將小菫當成自己喜歡的卡通女主角，因此才會有這種跟蹤狂的行徑。因為得不到小菫的愛，野口轉而用暴力對付小菫。就在青島等人開始進行偵查時，野口竟然送了一捲錄影帶到警署給小菫......
- 第6話『監視跟蹤！她的愛與真相』（1997年2月11日） 
  - 青島與和久協助毒品組，負責監視大麻毒販住所。這是青島第一次跟監，因此感到格外興奮。當他與和久待在公寓裡跟監的時候，有一名女性回到毒販家中，不過青島萬萬沒想到，這名女性就是雪乃。原本相信雪乃是無辜的青島，得知雪乃以前在洛杉磯留學時，曾參加過大麻派對，並且遭到檢舉一事，感到非常驚訝。就在這個時候，有一個包裹送到雪乃家裡。毒品組馬上進去搜查，在包裹裡竟然發現了大麻，而包裹上面的收件人正是雪乃......
- 第7話『時限48小時！』（1997年2月18日） 
  - 青島與和久協助毒品組監視大麻毒販住所，結果竟然發現雪乃涉案。但是在問過雪乃以後，青島相信雪乃是無辜的，不過因為雪乃過去曾與大毒梟岩瀨(布川敏和飾)有過一段情，所以警視廳認為雪乃一定知道岩瀨的下落，硬是要帶雪乃回警視廳接受偵訊。為了不讓警視廳帶走雪乃，青島只好用計逼雪乃打自己，並以妨礙公務為由拘留雪乃。為了證明雪乃的清白，青島獨自展開調查......
- 第8話『再見了，親愛的刑警！』（1997年2月25日） 
  - 在台場發生了一件兇殺案，警視廳馬上在灣岸署設置特別搜查總部。不過這次派出的偵查員卻比平常少很多，原來警視廳想藉這次命案，將「科學辦案」導入傳統的刑事偵查中。警視廳派遣了利用電腦分析嫌犯特徵的犯罪分析小組：中央、專修、法政等3人，到灣岸署協助辦案。和久以最傳統的辦案方式找到了可疑嫌犯，但是卻遭到犯罪分析小組的譏笑，令他感到十分光火，當場決定退出偵查總部。青島則被派去協助犯罪分析小組一同辦案，為了證明和久所懷疑的嫌犯就是真兇，青島不惜向室井爭取，帶和久懷疑的嫌犯到警署問話......
- 第9話『灣岸署大風暴！青島刑警危機一髮』（1997年3月4日） 
  - 品川署轄區內一名家庭主婦遭到殺害，丈夫則遭到逮捕，室井要求灣岸署協助此案。此次凶案係因丈夫外遇被妻子發現，兩人爭執之下，丈夫一時氣憤殺死妻子。為了保護兇嫌的情婦純子免遭媒體騷擾，神田署長命令青島與小菫帶純子回灣岸署。雖然心裡非常不甘願，青島跟小菫還是帶純子回灣岸署。就在這個時候，青島在人群之中發現一名可疑男子，便要求警視廳調查該名男子的資料，但是警視廳卻無視他的要求。沒想到該名男子突然襲擊純子，青島為了保護純子被捅了一刀......
- 第10話『凶彈！消失在雨中的刑警之淚』（1997年3月11日） 
  - 六本木的賭場老闆龍村(真木藏人飾)打電話給青島，說他發現和久追了六年的殺警犯，在六本木出現了。龍村要求青島只要讓他的手下逃到泰國，他就願意告訴青島該名男子的藏身之處。但和久警告青島絕對不能答應龍村的條件，於是青島決定向警視廳求助。室井答應青島要出動搜查一課，但是上層卻不信任青島的情報，結果並未通過。就在此時真下遭到了槍擊，而且歹徒似乎就是殺警案的嫌犯。為了要逮捕持有走私槍械的安西(保阪尚輝飾)，上級發布了攜槍命令......
- 第11話『永遠的青島刑警！』（1997年3月18日） 
  - 上級懷疑青島以不當路徑得到嫌犯情報，決定不讓他參與偵查。不過青島並不因此感到氣餒，他在網上得到目擊情報，便與小菫一起前往調查安西(保阪尚輝飾)的消息。不過正當他們在進行調查的時候，安西突然出現，並且二話不說就朝青島開槍......

## 逸事
- 由於《大搜查線》特別聘請專跑刑案新聞的記者來擔任製作助理，因此本劇與一般電視推理劇、刑警劇相比，非常忠實反映了日本刑警在辦案現場的真實用語與細節。好比劇中署內稱呼刑警，大多都用「搜查員」此一官方的正式字眼，而不直接稱「刑警」。對於緝捕尚未被定罪的嫌犯，也不直稱「兇手」或「犯人」，而是依「無罪推定」人權原則，一律只稱「容疑者」（犯罪嫌疑人）。為了確保警員不會對嫌犯以暴力逼供，同時也保護刑警不會被嫌犯以刑求罪名反咬，因此劇中在訊問嫌犯案情時，房門都一律半開，尤其向女性嫌犯問案時，還必須有女警陪同在場才可以訊問。此外，劇中對於刑警申請「用槍許可」、「警車手續」的流程，以及問案時出示「警察手冊（日语：警察手帳）」會翻出內頁自己的照片（一般電視劇都只亮封面的警徽），好讓對方確信自己身份......等小地方，也都相當忠實呈現，讓人印象深刻。
- 劇情中主要場景「灣岸署」（全名為「警視廳灣岸警察署」，縮寫為WPS）在拍攝當時並不存在於警視廳編制，10年後警視廳因為台場地區人口增加而設立命名相近的東京灣岸警察署。成立當日，劇組與織田裕二本人都曾發文恭賀。劇組在成立後拍攝的續篇中使用的拍攝場地也自內田洋行「潮見大樓」遷至「東京灣岸警察署」隔鄰的「the SOHO」。
- 剧中人物的出生月日（甚至年份）、血型、出身地等，有很多是参照演员本人的资料设定的。部分角色的特长，也是参照演员本人的特长设定的。但是，剧中人物的职位、年龄、警衔等往往不匹配，也有很多为了剧情需要而设定的不存在的职位。

## 每集首播時間及收視率
1. 第1集 	1997-01-07 	18.7%
2. 第2集	1997-01-14 	16.4%
3. 第3集 	1997-01-21 	16.5%
4. 第4集 	1997-01-28 	15.7%
5. 第5集 	1997-02-04 	18.1%
6. 第6集 	1997-02-11 	18.7%
7. 第7集 	1997-02-18 	18.2%
8. 第8集 	1997-02-25 	17.3%
9. 第9集 	1997-03-04 	16.3%
10. 第10集 1997-03-11 	19.0%
11. 第11集  1997-03-18     23.1%

- 平均收視率：18.2%

## 得獎記錄
- 第12回日劇學院賞最優秀作品賞、主演俳優賞、腳本賞、監督賞

## 外部連結
- 官方网站（页面存档备份，存于）（日語）
- 《大搜查線外傳》官網（页面存档备份，存于）（日語）
- 緯來日本台《大搜查線》官網 （页面存档备份，存于） （繁體中文）

| 香港 Now香港台 星期一至五 21:30-22:30 | 香港 Now香港台 星期一至五 21:30-22:30 | 香港 Now香港台 星期一至五 21:30-22:30 |
| ------------------------------------- | ------------------------------------- | ------------------------------------- |
|                                       | （2013.09.19 - 2013.10.03）           |                                       |
| （2013.09.03 - 2013.09.18）           | （2013.10.04 - 2013.10.18）           |                                       |